# Янк, Кристиан
Кри́стиан Янк (нем. Christian Jank; 14 июля 1833, Мюнхен — 25 ноября 1889, там же) — немецкий театральный художник, известный также как автор художественного проекта замка Нойшванштайн.

## Биография
Первые уроки художественного мастерства получил у Эмиля Кирхнера. В течение всей жизни предпочитал заниматься изображением памятников архитектуры, для чего объехал многие города Германии, Австрии, Франции и Италии, привозя из поездок карандашные рисунки и акварели, некоторые из которых становились впоследствии основой для больших живописных работ. Начиная с 1857 года и до конца жизни работал в качестве театрального художника, создав большое количество декораций для многочисленных спектаклей ведущих театров во многих городах Германии и соседних государств, в том числе Мюнхена, Берлина, Дрездена и Рима.
Наиболее известным произведением Янка является художественный проект романтического замка Нойшванштайн в Швангау, построенного по указанию эксцентричного короля Баварии Людвига II. Начиная с 1868 года художником были подготовлены начальные эскизы образа замка, в дальнейшем всё более детализировавшиеся и уточнявшиеся, и наконец воплощённые в жизнь архитекторами Эдуардом фон Риделем и Георгом фон Дольманом.
В мае 1906 года в мюнхенском музее «Кунстферайн» состоялась выставка живописных картин и набросков Янка. В октябре 1907 года состоялся аукцион, где наследие художника было приобретено многочисленными музеями и частными лицами.

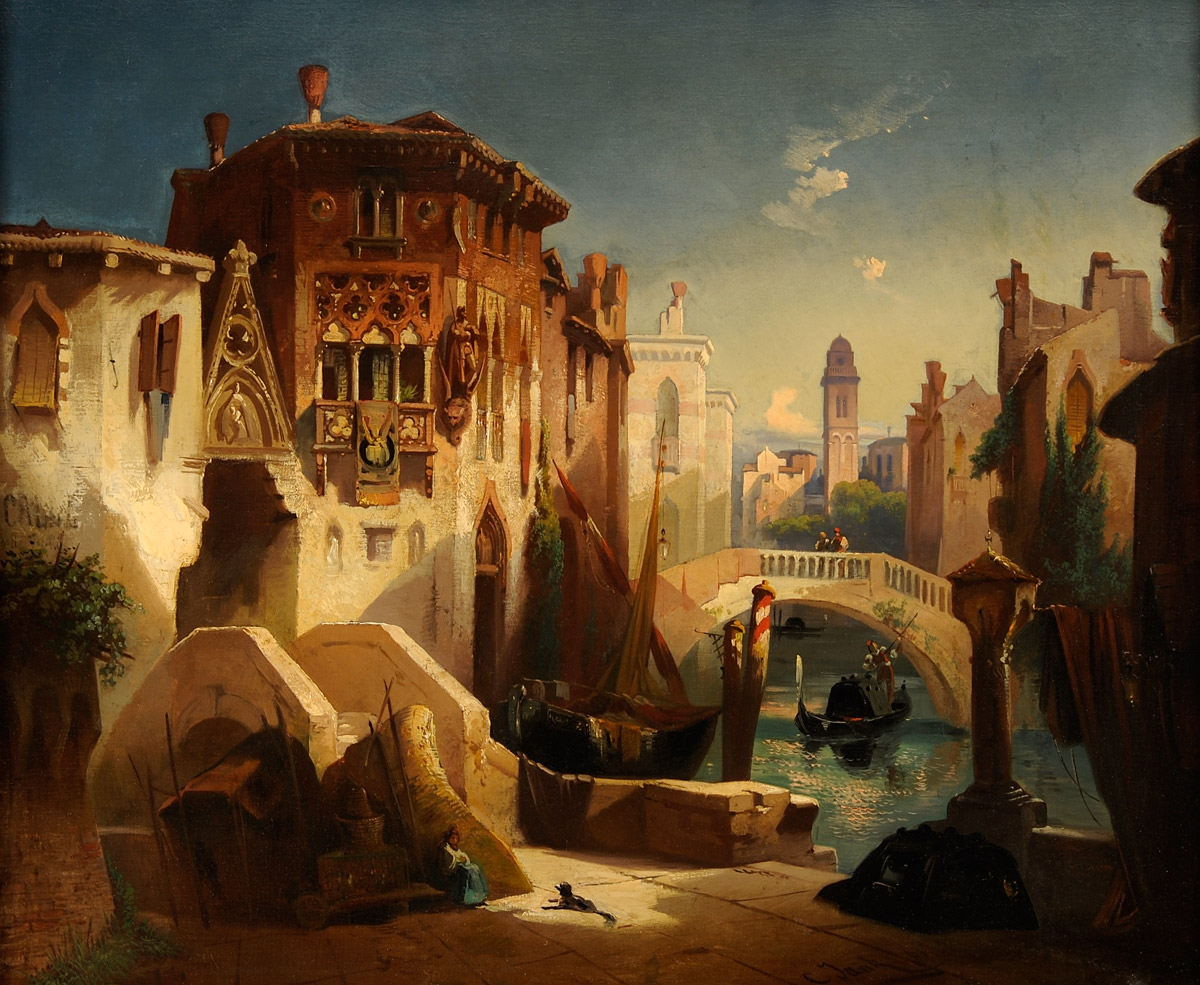
Венеция, 1861
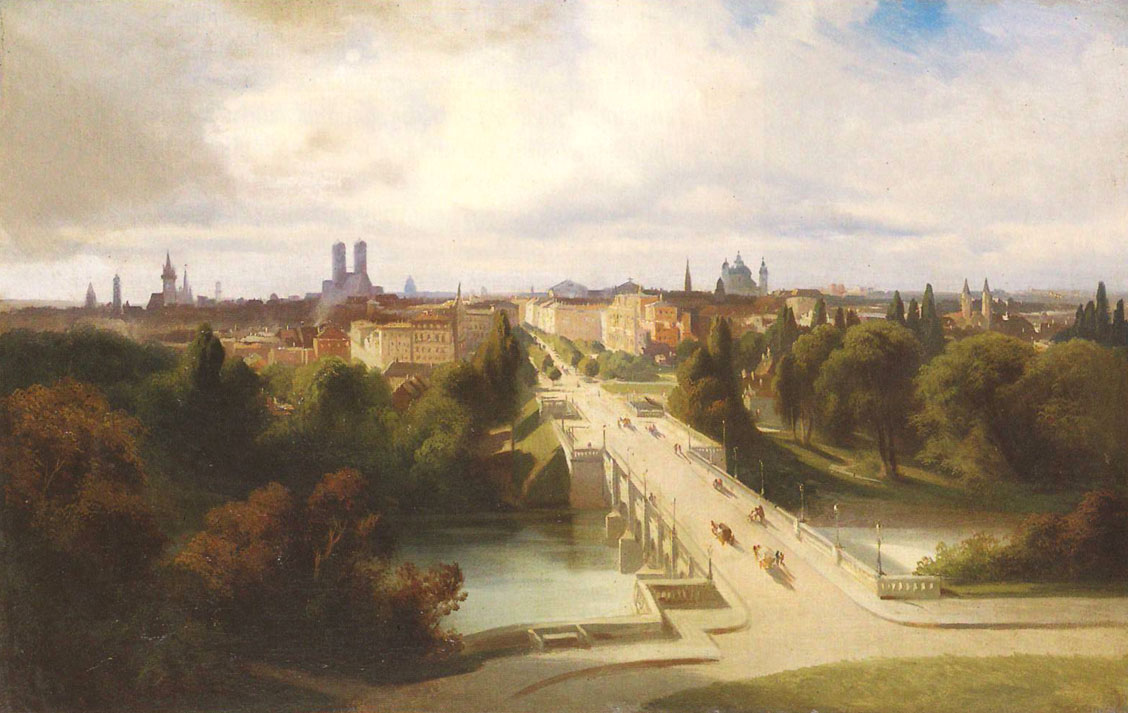
Мост Максимилиана в Мюнхене, 1864
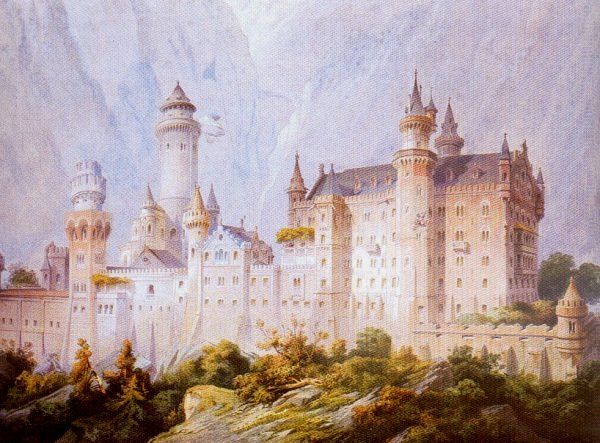
Проект замка Нойшванштайн, 1869
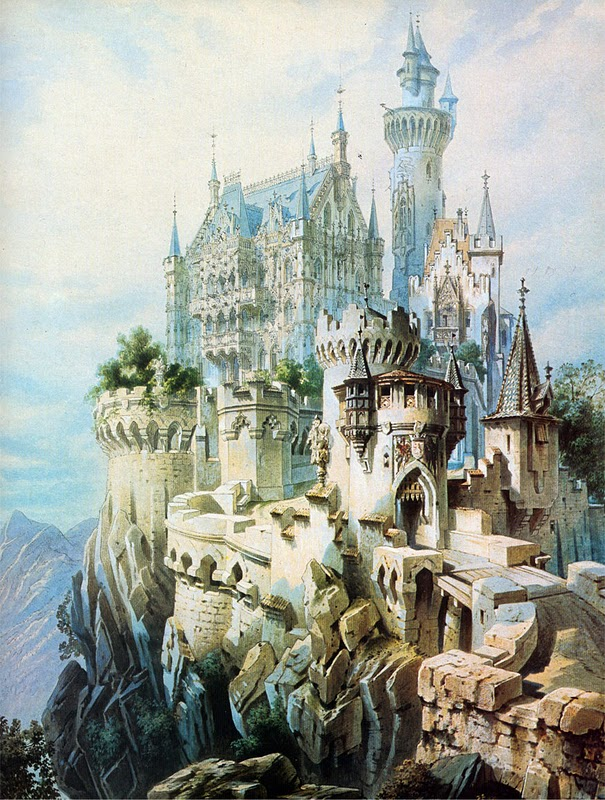
Замок Фалькенштайн, ок. 1883